# Thủy điện Nậm Củn
Thủy điện Nậm Củn là thủy điện xây dựng trên dòng ngòi Bo tại vùng đất xã Mường Bo, thị xã Sa Pa, tỉnh Lào Cai, Việt Nam .
Thủy điện Nậm Củn có công suất lắp máy 40 MW với 2 tổ máy, khởi công tháng 12/2016 , dự kiến hoàn thành quý I năm 2018 .

## Tên gọi
Tên thủy điện đặt theo tên bản Nậm Củn ở vùng đập, ghi trên Bản đồ tỷ lệ 1:50.000 .
Tuy nhiên tên gọi đúng của bản này là Nậm Củm xã Thanh Phú . Do vậy một số văn liệu như báo Tuổi Trẻ Online ghi theo tên thực của bản thành thủy điện Nậm Củm .
Trong thực tế sau này có Thủy điện Nậm Củm 4 công suất lắp máy 54 MW khởi công xây dựng năm 2017 trên suối Nậm Củm xã Mường Tè huyện Mường Tè tỉnh Lai Châu .

## Tác động môi trường dân sinh
Dự án thủy điện Nậm Củn đã từng được khởi động vào tháng 1/2008, với công suất lắp máy 37 MW và dự kiến sẽ phát điện vào tháng 12/2010 . Tuy nhiên sau đó dự án tạm ngưng không rõ nguyên nhân. Đến năm 2016 thì được khởi động lại.